# Valeriana vera
La valeriana o herba gatera (Valeriana officinalis) és una espècie de planta amb flors del gènere Valeriana dins la família de les caprifoliàcies (Caprifoliaceae). És una planta nativa d'Europa i de Transcaucàsia.
Addicionalment pot rebre els noms de herba de la voliana, orelles de llebre, valeriana comuna, valeriana menor, valeriana oficinal i valeriana vera. També s'han recollit les variants lingüístiques blariana, valedriana, valeriana comú, viliana, vledriana i vleriana.
Creix en prats baixos i arenosos, llocs humits i ombrejats, boscos i zones muntanyoses de fins a 2.000 metres d'altura. Es cultiva a països com Bèlgica, Països Baixos i Alemanya. A la península Ibèrica es troba en boscos i obagues fresques, principalment al nord i al nord-est. A Catalunya és una espècie força comuna a tots els Pirineus (des de la Vall d'Aran fins a l'Alt Empordà), a la Garrotxa, a les Guilleries i al Montseny.
Valeriana officinalis; Valeriana prové de valere, una paraula llatina, i significa fortalesa o salut; i officinalis també prové del llatí i fa referència al fet que és medicinal i a les oficines de farmàcia (planta venuda a una oficina de farmàcia).

## Morfologia

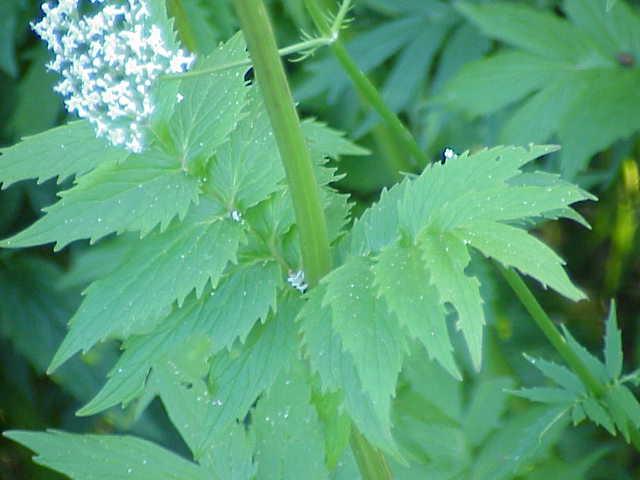
Aspecte general.

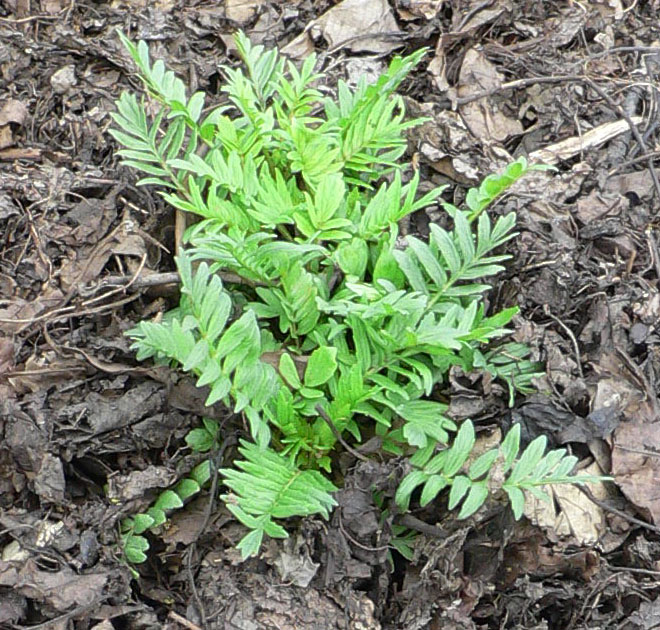
Valeriana sense florir

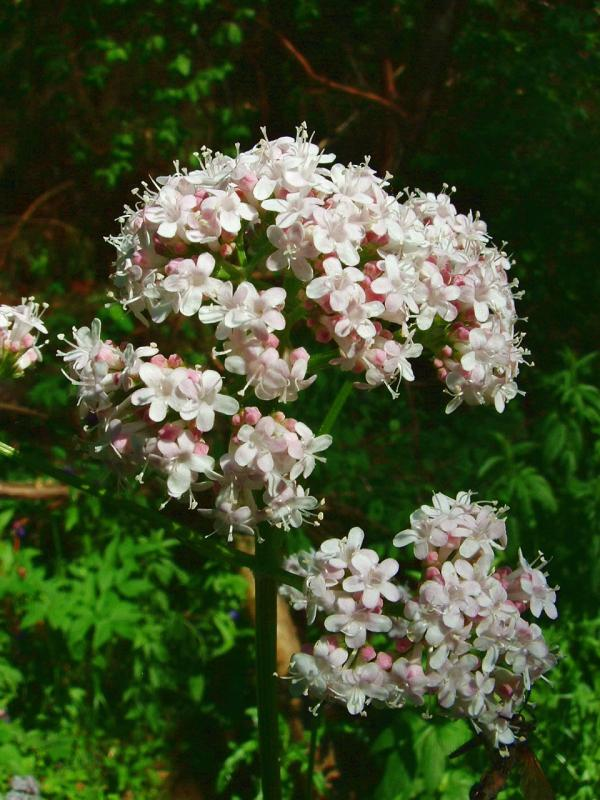
Detall flors

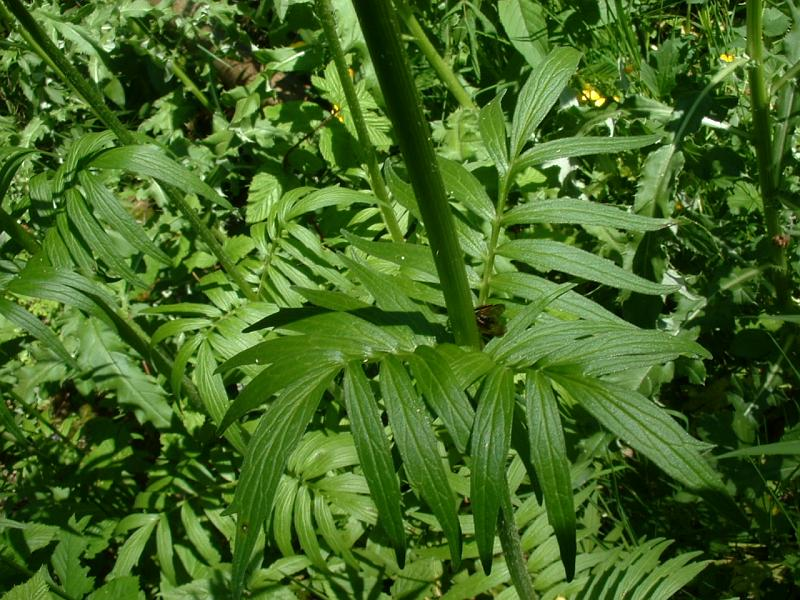
Detall fulles

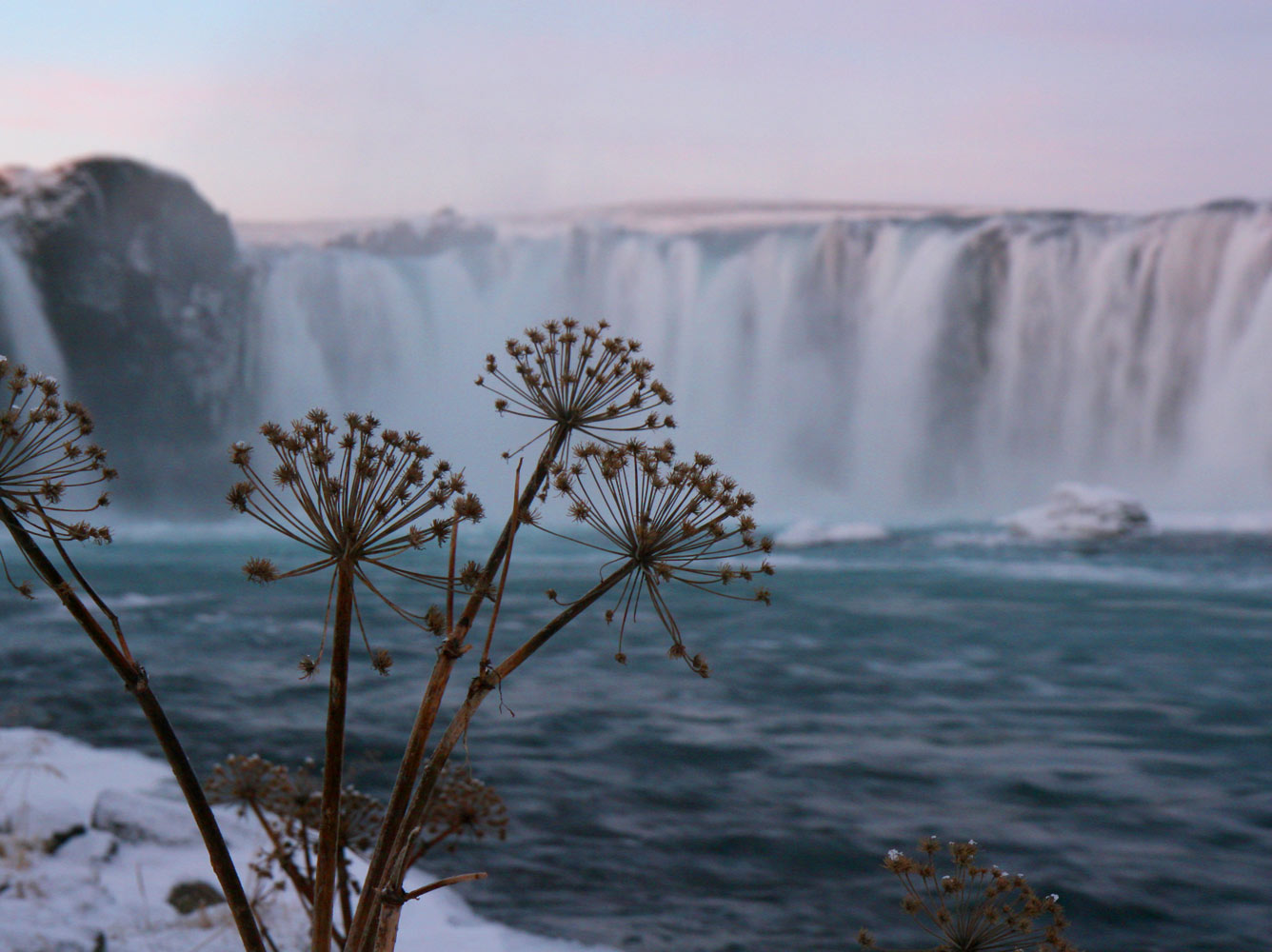
Valeriana seca a Islàndia

La valeriana vera és una planta herbàcia, perenne i robusta que mesura fins a dos metres d'alçada. Té una tija vivaç, buida, acabalada, erecta, robusta, glabre o pubescent.
Les fulles estan oposades a la tija (a parells de 6 a 10), en roseta a la base i són compostes, pinnades (pinnatisectes), segmentades, de color verd fosc i amb inflorescències terminals. El seu gust és extremadament amarg. Diferenciem les fulles superiors de les inferiors perquè les primeres són sèssils i oposades i les últimes generalment són peciolades i basals. Les fulles estan foliolades amb uns folíols grans, ovalats o lanceolats, enters o forts i desigualment dentats.
El rizoma és curt, de 8 a 15 rels fines i d'estolons. És de color marró clar a l'exterior i blanquinós a l'interior, cilíndric i de 2 a 5 cm de llarg per 1,5 a 3 cm d'ample. Les arrels són fines: de 10 cm de llarg per 1-3 mm d'ample, blanquinoses i carnoses. Deixen una característica olor desagradable a l'assecar-se. És una planta hermafrodita. Les inflorescències (de tipus curimba) se situen en cima i tenen flors pentàmeres, generalment rosades però també blanques. Mesuren entre 5 i 12 cm d'amplada i presenta una forma aplanada. Són denses, ramificades i formades per força flors.
La valeriana floreix entre els mesos de maig i juliol. Les flors són petites, sèssils i amb un calze que es desenvolupa quan es realitza el procés de la fructificació, ja que està enrotllat cap a l'interior quan la planta floreix. La corol·la té forma d'embut, és de color blanca o rosada, és pentalobulada i de tub inflat a la base. L'androceu està format per tres estams fusionats al tub de la corol·la. El gineceu és tricarpelar i té un ovari ínfer que forma un fruit. El fruit és un fruit sec que conté una llavor d'uns 3 mm. És aqueni, ovoide, estriat, llarg i oblong.

## Farmacologia
La droga o la part utilitzada farmacològicament parlant és l'arrel i el rizoma. Quan s'acaba de recol·lectar, el rizoma és inodor i de sabor dolç però, amb el temps, durant la conservació, desenvolupa una aroma i sabor amargs. Convé recol·lectar-la a partir d'exemplars que ja hagin complert els dos anys, especialment en l'època d'estiu-tardor. El fort i característic aroma amarg de la rel es deu a l'àcid isoalvèric, que està present en una petita quantitat.
La histologia de la droga polvoritzada presenta un color marró clar.

### Composició química
- Oli essencial: 0.5-1%
  - Valenol.
  - Àcid valerènic: és un sesquiterpè àcid. És el responsable de l'olor desagradable de l'arrel perquè quan se saponifica es converteix en àcid isovalerènic.
  - Monoterpens, sesquiterpens i èsters terpènics.
    - Èsters de borneol.
    - Valeranona.
    - Valepotriats.

  - Acetat i isovalerianat de bornil.
- Alcaloides:
  - Actinidina.
  - Valerina.
  - Valerianina.
  - Altres: Chatinina, naftiridilmetilcetona 18, valtroxal, metilpirrolilcetona, dipiridimilcetona i epoxidibutirat.
- Iridoides: Coneguts com a valepotriats es divideixen en Diènics i Monoènics.
- Altres: Flavonoides, tanins, àcids fenòlics, lignans, aigua (66-80%), glúcids, minerals, lipases, oxidases, colina, aminoàcids lliures, etc.

### Accions farmacològiques
Les accions farmacològiques són degudes al sinergisme entre els olis essencials, els alcaloides i els valepotriats.
- Activitat sedant: amb molt poc poder hiptònic. Diverses experiències determinaren una prolongació de la son, disminució dels reflexos, sedació i disminució de l'activitat locomotora. Tot i que no se sap exactament com es produeix aquest efecte sedant, el més probable és que el principi actiu siguin els valepotriats. Dins de l'activitat sedant s'hi inclouen activitats com antiestrès, relaxant, depressora del SNC, etc.
- Activitat espasmolítica: de la mateixa manera que amb l'activitat sedant, no se sabia ben bé el perquè d'aquesta activitat, però ara ja se sap que els causants en són els iridoides i la valeranona. L'efecte relaxant muscular és conseqüència d'un efecte musculotròfic directe comparable al de la papaverina.
- Activitat antimicrobiana: alguns principis actius de la rel (com la valerina, l'isovaltrat…) i extractes alcohòlics de les flors van demostrar activitat antimicòtica in vitro davant espècies com A. fumigatus, C. albicans, S. typhi, etc.
- Activitat cardiovascular: una fracció específica de valepotriat anomenada Vpt2 ha demostrat una activitat vasodilatadora coronària i una acció antirrítmica. Alguns àcids volàtics com l'àcid valerènic han demostrat una activitat hipotensora arterial.

### Ús medicinal i etnomedicinal
Segons la ESCOP (The European Scientific Cooperative On Phytoteraphy), els usos medicinals reconeguts de la valeriana són:
- Facilitació de la son en casos d'insomni: els resultats no acostumen a veure's tan ràpidament com en els psicofàrmacs però, a diferència d'aquests, no produeix dependència, alteració dels reflexos ni embotament matinal.
- Trastorns d'ansietat.

La prescripció mèdica a nens menors de 12 anys queda sota decisió professional.
Els usos etnomedicinals i populars de la valeriana són:
- Sedant, inductor de la son, antiespasmòdic, anticonvulsiu, per a contractures musculars, diürètic, antitossiu, pels dolors premenstruals i mal de cap.
- Vitiligen: al Marroc la valeriana forma part d'una fórmula per a combatre el vitiligen en forma de crema, juntament amb sulfat de coure i grassa de cabra entre d'altres.
- A Mèxic la valeriana s'utilitza per a combatre l'alcoholisme i la drogoaddicció, neuràlgies i epilèpsies.

### Toxicitat i efectes adversos
Generalment, la valeriana no es considera tòxica, tot i que alguns casos d'efectes adversos aïllats o per consum d'altes dosis de valeriana sí que s'han donat: d'un assaig clínic fet amb 61 pacients, només es van donar 2 episodis de cefalea i 1 episodi d'embotament matinal. Alguns efectes indesitjables s'han donat amb l'administració molt prolongada o amb dosis altes (més de 5 grams diaris): pirosi, diarrees, cefalees, vertígens i accentuada depressió central. Però desapareixen al suspendre el tractament. També es recomana de prendre una hora abans de sopar quan es pren en casos d'insomni, ja que a vegades pot aparèixer un cert grau d'intranquil·litat inicial.
Malgrat tot, s'han registrat alguns casos d'efectes adversos de la valeriana:
Un cas es va donar quan una dona que havia ingerit entre 40 i 50 càpsules d'un producte comercial nord-americà que contenia 470 mg de valeriana per càpsula es va intentar suïcidar. Al cap de mitja hora la pacient experimentava fatiga, còlics abdominals, opressió pectoral, tremolors i midrasis, però no va haver-hi seqüeles.

### Interaccions medicamentoses i contraindicacions
No convé el subministrament de valeriana barrejat amb alcohol o drogues depressores centrals. Així doncs, no es recomana el consum de valeriana en embarassos i períodes de lactància (per l'oli essencial). Tampoc s'ha de prendre juntament amb altres depressors del SNC per possible potenciació de l'efecte. No s'ha d'administrar a nenes menors de 3 anys (ESCOP, 1997) i, segons la monografia de l'OMS, no s'aconsella el subministrament a nens menors de 12 anys. Tampoc és recomanable el consum de persones que tinguin problemes d'al·lèrgia respiratòria i que estan sota tractaments externs ni aplicar olis essencials a menors de 10 anys.

## Història
Des de l'Antiguitat que es coneixen les propietats sedants de la valeriana, figurant en el llibre de Dioscòrides Pedaci, qui sembla que va tractar la seva epilèpsia amb aquesta planta. També Plini la recomanava pels espasmes de la faringe, i el mateix Galè va venerar les seves virtuts i la va anomenar Phu (onomatopeia per la desagradable olor de la rel). El 1567 Fabius Colonna la cita en la seva obra Phytobasanos com a remei per a l'epilèpsia. A partir del segle xvi es va estendre en l'ús de pacients epilèptics.
El 1912, Chevalier va descriure l'activitat sedant de la rel, determinant-ne l'oli essencial com el causant. Durant la Segona Guerra Mundial la valeriana fou utilitzada per alleujar la tensió nerviosa originada pels bombardejos i explosions. Els xinesos també l'han utilitzat per les seves funcions sedants, però també contra els estats gripals i reumàtics. El 1944, Ukita va aconseguir aïllar el primer àcid volàtil de Valeriana officinalis i el 1957 ja s'havien aïllat 12 monoterpens i 17 sesquiterpens.
La primavera o la tardor són les millors èpoques per a recollir les rels de la planta. S'han de netejar i deixar assecar en llocs ventilats. El gust amarg que les fulles de valeriana proporcionen al tabac és aprofitat en algunes cures o tractaments antitabac, incorporant-les als cigarrets.

## Legislació
La rel de Valeriana officinalis es troba en diverses farmacopees: Alemanya (DAB, 1997), Espanya (2ª), França (10a Ed.), Anglaterra, Itàlia (10a Ed., 2001), Holanda, Mèxic, Noruega, Romania, etc. L'arrel i el rizoma han estat reconegudes per a ús medicinal humà per les autoritats sanitàries de Bolívia, Colòmbia i Veneçuela. Extractes de la rel figuren com a suplementari dietètic als Estats Units i Argentina, estant autoritzats per a ús medicinal per la Comissió E d'Alemanya.